# ゲキカラ文化交流
『ゲキカラ文化交流』（ゲキカラぶんかこうりゅう）は、沼江蛙による日本の4コマ漫画作品。芳文社の雑誌『まんがタイムスペシャル』の2012年1月号にゲスト掲載、2月号から2015年4月号まで連載された。

## 作品概要
カレー屋に集う日本人のみゆき、イギリス人のキャサリン、インド人のアイシャ、そしてみゆきの周りの人々が強烈かつ唐突なボケとツッコミを繰り広げるギャグ4コマ漫画作品。

## 登場人物

### 主要人物
長谷川 みゆき
日本人の女子高生。ツインテールの髪型に、フレームの無い眼鏡を着用している。普段は制服のセーラー服に白のニーソックスを着用。
「カレーは別腹」と言い張るほどのカレー好きで、カレー屋以外での日常会話も大半がカレーの話題。ただしニンジンは苦手。ハロウィンでは「カレー味のお菓子が一つもない」という理由で、お菓子を差し出した人にもイタズラを仕掛けた。
カレーのことをはじめ基本的に天真爛漫な性格だが、たまに鋭いツッコミもする。その一方でカレーを馬鹿にする相手には容赦なく、不用意な発言をした林と、幼少期に「カレーの味をバカにしている」と判断した福神漬には「絶交」を宣言するような側面もあるが、林とは謝罪を受け入れ和解している。
アイシャ
インド人の女子高生。みゆき･キャサリンとは同い年であるが、作中の描写から、年上に見られることを気にしている模様。
父親が店長の「カレー屋」という店名のカレー屋で働いていて、店内ではサリーを着用している。ピザ好きで趣味はピザ作り、他にものりの佃煮やフルーツヨーグルトなど、カレー屋とおよそ関係ないものまで置いている。メルマガを始めているが、みゆきと後述のモブの人の二人しか購読していない。
作中では、ほぼ一貫して敬語で話す。無表情であることが多いが、唐突かつ予想外の発言を連発する、本作におけるボケの要ともいえる存在。
接客時には「へいらっしゃい」と挨拶をしており、常連客もそれで慣れている。食器は洗いやすさを優先している模様で、キャサリンから店の新しい食器にソースポットを勧められた時には難色を示した。
フランスで修行中の人見知りでパティシエ志望の兄がいる。母親は寿司職人。
運動神経が抜群で、運動部と文化部から勧誘されていた。
キャサリン
イギリス人の女子高生。金髪碧眼にアホ毛。たまに髪を2つに束ねるなど髪形を変える。
アイシャが働いているカレー屋の常連客。当初は、みゆきに「トム」･「ボブ」と呼ばれていたが、本名で呼ばれるようになった。
基本的にみゆきやアイシャに強烈なツッコミを入れる役割を持つが、本人も無意識にボケることが多い。人見知りの一面を持つ。自分の知識をたびたび得意げに披露するが、二人にツッコまれたりボケで返されたりすることもしばしば。みゆき曰く「めんどくさい女」。
度々「妖精さん」に関する発言をするため、モブの人からは「ヤバイお客さん」と思われている。
紅茶好きで、みゆきの学校の文化祭で彼女のクラスの喫茶店で飲んだ紅茶に不満がある模様で、みゆきにクレームをつけていた。

### みゆきのクラスメイト
林くん
眼鏡を掛けた男子生徒。サッカー部所属。物語冒頭でのみゆきが好きなカレーに対する、不用意な発言が切っ掛けで、みゆき・アイシャ・キャサリンは知り合いになった。
みゆきのことが気になるようだが、彼女がカレーのことしか考えていない事と彼がみゆきに関して奥手であるため、距離は縮まっていない。
作者曰く、「カレーよりもハヤシライスが好物」という一発ネタのために林と名づけられたとのこと。
ツチノコを見つけて捕獲したことがあり、飼育している。英語に対して苦手意識があり、遭遇したキャサリンが日本語を話せるにもかかわらず彼女から逃げ出した。
神谷 ナオ
若干つりあがった瞳と三つ編みが特徴の女子高生。保健委員。林曰く「175くらい」ある背が高いことを気にしている。趣味はヨガ。バレー部所属。
食欲旺盛で食べ物全般が大好きだが、食べ過ぎ・体重を気にして度々ダイエットを試みている。みゆきとアヤコを新しくできたスイーツ店に誘おうとしたり、大量のお菓子を学校に持ち込む等をする度にアヤコに「ダイエットはどうした」と突っ込まれている。アイシャに上客と判断されている。
料理（和食・洋食・中華）は得意だが「自分のためにしか作りたくない」と発言している。またケーキを作った時は、みゆきから誰にあげるのか質問されて「なんでこんな美味しい物他人にあげなきゃいけないのよ!!!」と激昂した。
桂 アヤコ
みゆきの幼馴染の女子高生。風紀委員。カチューシャを着用。うどんが好物で「うどん同好会」を立ち上げ、入会者を募っている。
周りの友人には容赦ない発言をすることがあり、林に対しては憶測で彼を罵倒することもある。常に無表情であるが、好きな漫画の新刊が出た時は笑顔になったり、衣替えの時期が近づくと「男子がワイシャツになる」という理由で嬉しがる。
二郎をうどん同好会に勧誘、この時アヤコの作ったうどんを食べた二郎の反応を見たみゆきは「いつの間にうどんで人を洗脳できるようになったの」と驚いたが、アヤコは「うどんの美味さに感動して同好会に入る気になっただけ」と主張している。二郎によると、うどん同好会はうどん部に昇格、部員が集まり広い部室を貰えて、顧問が5人いる。
吉田 勝利
体が弱い男子生徒。中二病的な性格の持ち主であり、自分の本名（勝利）に因んで「吉田ヴィクトリー」、「漆黒の堕天使」などと自称している。だが素は常識人であり、アイシャの胸が大きいという理由で「お近づきになりたい」と発言するといったスケベな一面があるが、心の広い性格でもある。
体重は女子高生のみゆきが片腕で引きずれたり、ナオが両手で抱きかかえられるほど軽く、本人曰く「青林檎3個分」。小食で、バナナは半分しか食べられず、カレーも一皿を完食できないほど。
藻部 二郎
モブ。アヤコのうどんに洗脳されてうどん同好会に入った。兄がいる（後述）。

### その他の登場人物
先生
みゆき達のクラスの担任教師。女性。基本的に無表情。
モブの人（藻部 一郎）
アイシャが働いているカレー屋の常連客の男性。ほとんど台詞は無いものの、背景に時々登場する。アイシャにも「モブの人」と呼ばれていた。
カレーの美味しさは認めつつも、キャサリンとみゆき、特にキャサリンのことは「ヤバイお客さん」と思っている。
みゆき以外でアイシャのメルマガを購読している唯一の人物でもある。
雪蘭（シュエラン）
カレー屋のはす向かいにあるラーメン屋「蓮迎亭」のオーナー。みゆきたちと同年代。
セバスチャン
雪蘭の執事。

## 単行本
- 沼江蛙『ゲキカラ文化交流』 芳文社〈まんがタイムコミックス〉、全3巻
  1. 2013年10月22日第1刷発行（2013年10月7日発売[20]）、ISBN 978-4-8322-5234-9
  2. 2014年5月22日第1刷発行（2014年5月7日発売[20]）、ISBN 978-4-8322-5289-9
  3. 2015年4月22日第1刷発行（2015年4月7日発売[20]）、ISBN 978-4-8322-5377-3